# Escape at Dannemora
Escape at Dannemora è una miniserie televisiva statunitense del 2018 creata da Brett Johnson e Michael Tolkin, diretta da Ben Stiller, e con protagonisti Benicio del Toro, Patricia Arquette e Paul Dano.
La miniserie narra la vicenda della fuga dal carcere Clinton Correctional Facility avvenuta nel 2015, che ha generato una caccia all'uomo verso i due carcerati, aiutati nella fuga da una dipendente della prigione.

## Trama
La serie, composta da sette episodi, si basa sulla storia vera dell'evasione del 2015 dal penitenziario di Clinton, a nord di New York. L'evasione ha scatenato una massiccia caccia all'uomo per due condannati per omicidio, Richard Matt e David Sweat, che sono stati aiutati nella loro fuga da Joyce “Tilly” Mitchell, una dipendente del carcere sposata e coinvolta in relazioni segrete con entrambi gli uomini. La serie si apre dopo la ricattura di Matt e Sweat, con Tilly in arresto. Vestita con un'uniforme da carcerato a righe, viene interrogata sul suo coinvolgimento nell'evasione. Il procuratore distrettuale la interroga, spingendola a rivelare la portata dei suoi rapporti con i due detenuti, insistendo sul fatto che la verità è già nota e deve semplicemente essere messa a verbale.
Da qui, la storia ripercorre la vita di Tilly prima dell'evasione, evidenziando la sua monotona routine quotidiana con il marito, Lyle Mitchell. Lyle è ritratto come un uomo semplice, con poca immaginazione, pochi hobby e poche ambizioni. Sia Tilly che Lyle lavorano al Clinton Correctional Facility, come molti dei loro amici e vicini. Tilly supervisiona la sartoria della prigione, dove Matt e Sweat lavorano sotto la sua supervisione. All'inizio del primo episodio, si scopre che Tilly ha una relazione sessuale con Sweat, condotta in segreto nella sala macchine della sartoria. La relazione, tuttavia, non è così clandestina come Tilly crede: la maggior parte degli altri detenuti della sartoria sono ben consapevoli di ciò che sta accadendo, dando vita alle complesse dinamiche di potere e alle manipolazioni che portano avanti la storia.

## Puntate
| nº | Titolo originale | Prima TV USA                                   | Prima TV Italia  |
| -- | ---------------- | ---------------------------------------------- | ---------------- |
| 1  | Part 1           | 18 novembre 2018                               | 4 dicembre 2018  |
| 2  | Part 2           | 25 novembre 2018                               | 4 dicembre 2018  |
| 3  | Part 3           | 2 dicembre 2018                                | 11 dicembre 2018 |
| 4  | Part 4           | 9 dicembre 2018                                | 18 dicembre 2018 |
| 5  | Part 5           | 16 dicembre 2018                               | 25 dicembre 2018 |
| 6  | Part 6           | 23 dicembre 2018                               | 1º gennaio 2019  |
| 7  | Part 7 - part 1  | 30 dicembre 2018 (in onda come unico episodio) | 8 gennaio 2019   |
| 8  | Part 7 - part 2  | 30 dicembre 2018 (in onda come unico episodio) | 15 gennaio 2019  |

## Personaggi e interpreti

### Principali
- Richard Matt, interpretato da Benicio del Toro, doppiato da Massimo Corvo.[3]
- Tilly Mitchell, interpretata da Patricia Arquette, doppiata Claudia Catani.[3]
- David Sweat, interpretato da Paul Dano, doppiato da Emiliano Coltorti.[3]
- Catherine Leahy Scott, interpretata da Bonnie Hunt, doppiata da Alessandra Korompay.[4]
- Lyle Mitchell, interpretato da Eric Lange, doppiato da Luigi Ferraro.
- Gene Palmer, interpretato da David Morse, doppiato da Pierluigi Astore.

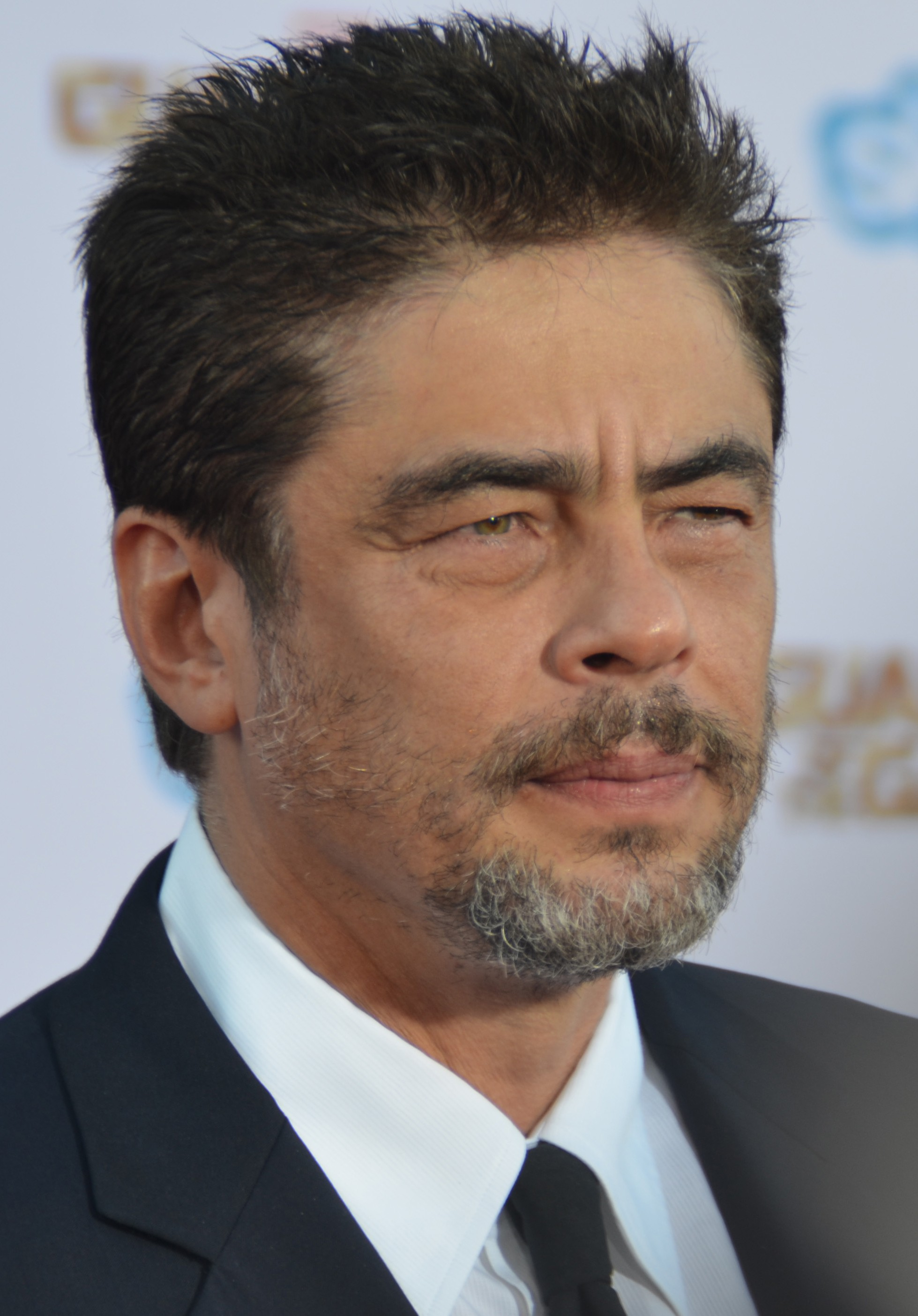
Benicio del Toro
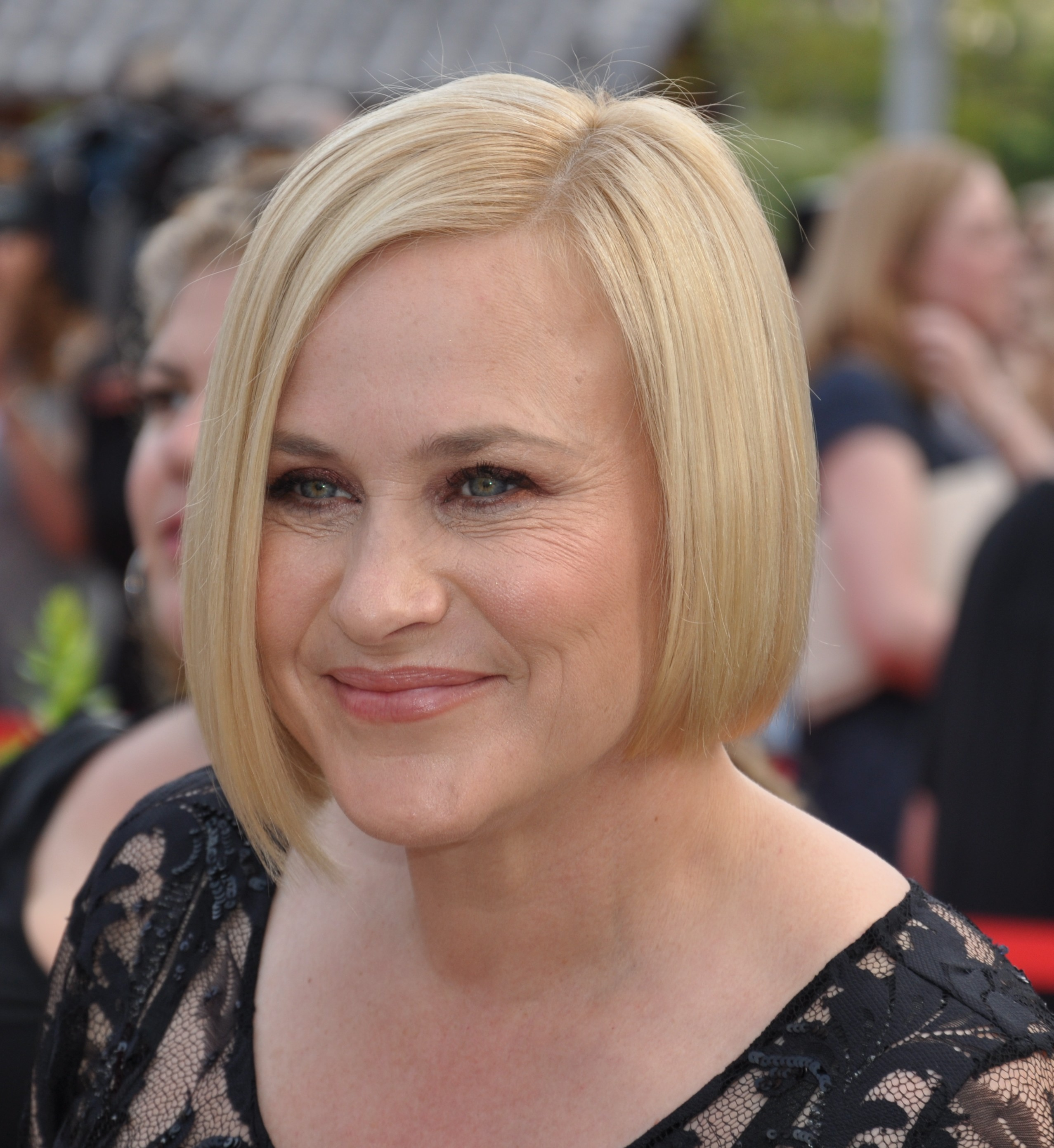
Patricia Arquette
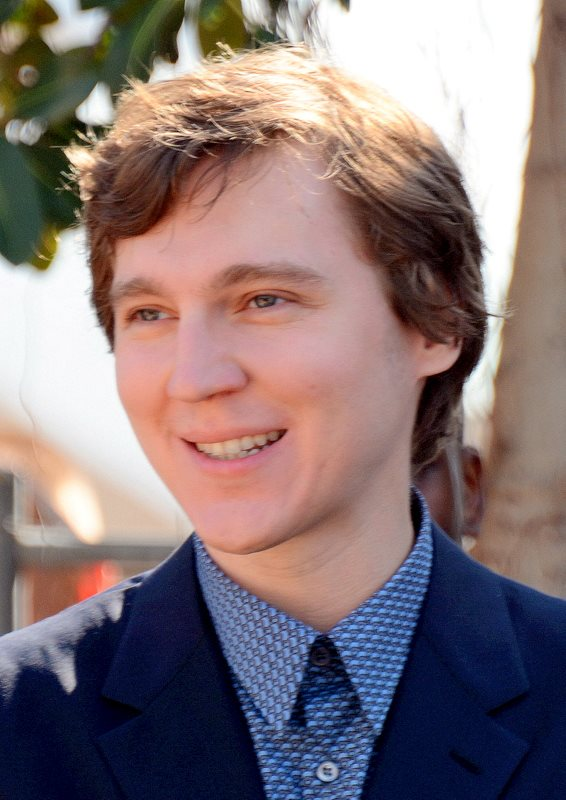
Paul Dano
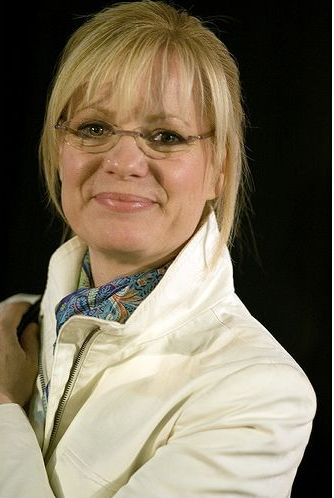
Bonnie Hunt
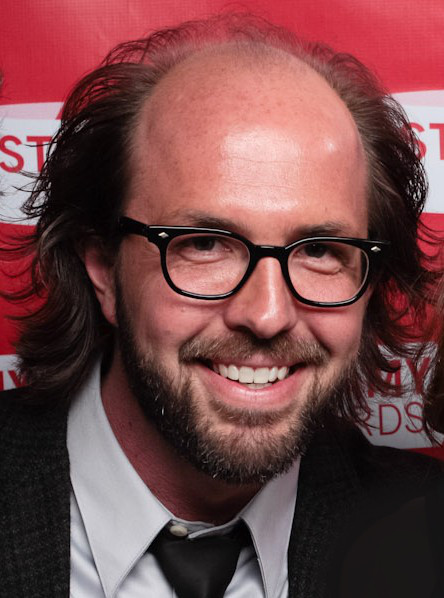
Eric Lange

### Ricorrenti
- Andrew Cuomo, interpretato da Michael Imperioli.
- Dennis Lambert, interpretato da Jeremy Bobb.

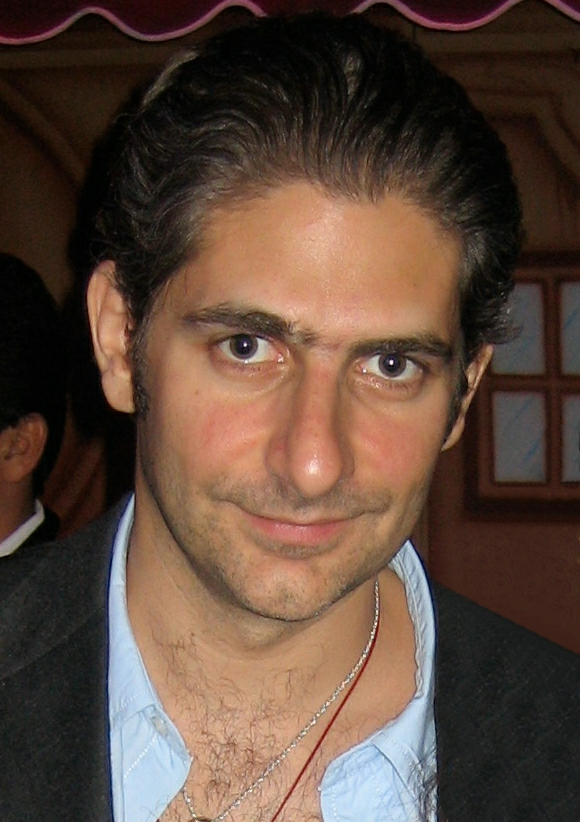
Michael Imperioli
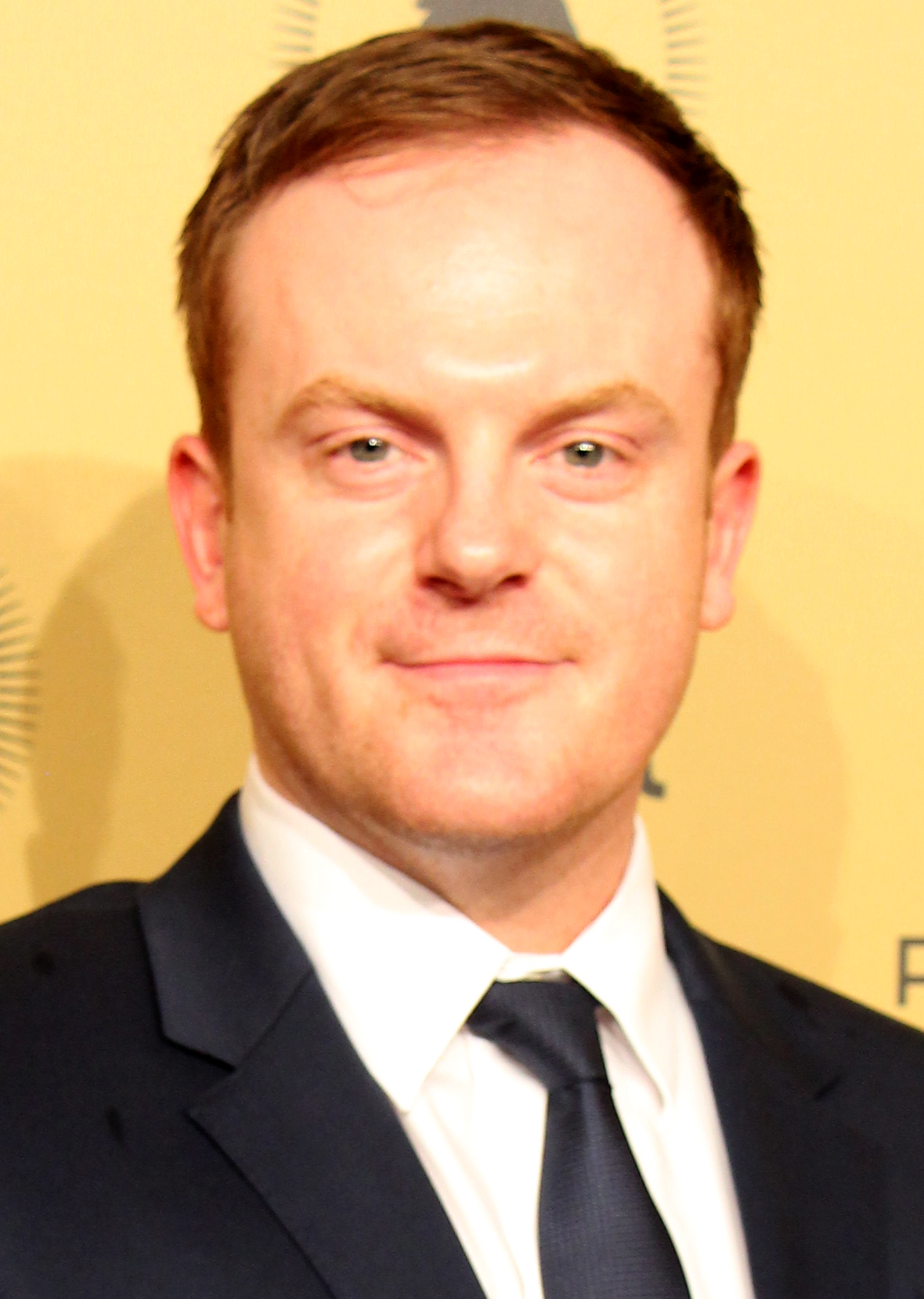
Jeremy Bobb

## Produzione

### Riprese
Le riprese della serie sono iniziate a fine 2017 nel nord di New York.

## Promozione
Il primo trailer della miniserie viene diffuso il 7 agosto 2018.

## Distribuzione
La miniserie televisiva è stata trasmessa sul canale Showtime a partire dal 18 novembre al 30 dicembre 2018, mentre in Italia dal 4 dicembre 2018 al 15 gennaio 2019 su Sky Atlantic.

## Accoglienza
La serie è stata accolta positivamente dalla critica. Sull'aggregatore di recensioni Rotten Tomatoes ha un indice di gradimento del 91% con un voto medio di 7,69 su 10, basato su 34 recensioni, mentre su Metacritic ha un punteggio di 79 su 100, basato su 24 recensioni.

## Riconoscimenti
- 2019 - Golden Globe[12]
  - Miglior attrice in una mini-serie o film per la televisione a Patricia Arquette
  - Candidatura per la miglior miniserie o film per la televisione
- 2019 - Premio Emmy[13]
  - Candidatura per la miglior miniserie
  - Candidatura per il miglior attore in una miniserie o film Tv a Benicio del Toro
  - Candidatura per la miglior attrice in una miniserie o film Tv a Patricia Arquette
  - Candidatura per il miglior attore non protagonista in una miniserie o film Tv a Paul Dano[14]
  - Candidatura per il miglior regista per una miniserie o film Tv a Ben Stiller[15]
  - Candidatura per la miglior sceneggiatura per una miniserie o film Tv a Brett Johnson, Michael Tolkin e Jerry Stahl (episodio 6)[16]
  - Candidatura per la miglior sceneggiatura per una miniserie o film Tv a Brett Johnson e Michael Tolkin (episodio 7)[16]
  - Candidatura per la miglior musica per una miniserie o film Tv a Edward Shearmur[17]
  - Candidatura per i miglioro effetti visivi in un ruolo di supporto[18]
  - Candidatura per la miglior scenografia contemporanea a Mark Ricker, James Truesdale e Cherish M. Hale[19]
  - Candidatura per il miglior casting per una miniserie o film Tv[19]
  - Candidatura per i miglior costumi contemporanei a David Robinson, Ann Bryant e Barbara Hause[20]
- 2019 - Critics' Choice Awards[21][22]
  - Miglior attrice in una serie limitata o un film per la televisione a Patricia Arquette
  - Candidatura per la miglior serie limitata
  - Candidatura per il miglior attore in una serie limitata o un film per la televisione a Paul Dano
  - Candidatura per il miglior attore in una serie limitata o un film per la televisione a Benicio del Toro
  - Candidatura per il miglior attore non protagonista in una serie limitata o un film per la televisione a Eric Lange
- 2019 - Directors Guild of America Award
  - Candidatura per il miglior regista di un film per la televisione o miniserie televisive a Ben Stiller
- 2019 - Screen Actors Guild Award[23]
  - Migliore attrice in un film televisivo o mini-serie a Patricia Arquette
- 2019 - TCA Awards[24]
  - Candidatura per la miglior miniserie o film televisivo
  - Candidatura per la migliore interpretazione in una serie drammatica a Patricia Arquette